# Devi Mahatmya
Das Devi Mahatmya (Sanskrit: n., देवीमाहात्म्यम्, devīmāhātmyam, wörtl.: Herrlichkeit der Göttin), auch Durga Saptasati oder nach einem ihrer Namen Chandi genannt, ist im Hinduismus neben dem Devi Bhagavata eine der wichtigsten Schriften der Verehrer der Devi, der Göttin.
Mit seinen dreizehn Gesängen bildet es einen Teil des Markandeya Purana und besteht aus den Kapiteln 78 bis 90 und diese wiederum aus 577 Mantren. Als Autor gilt der mythische Weise Vyasa, von dem u. a. auch das große Epos Mahabharata stammen soll sowie die Einteilung der Veden.

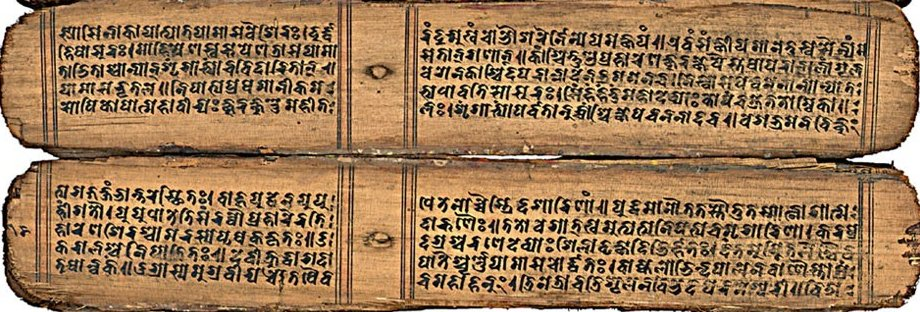
Ältestes erhaltenes Manuskript auf Palmblättern des Devi Mahatmya, Bihar oder Nepal, 11. Jahrhundert.

Das Devi Mahatmya ist eine der Hauptschriften des Shaktismus und seine Entstehung ist auf das 6. Jahrhundert zu datieren. Das älteste erhaltene Manuskript stammt aus dem 11. Jahrhundert.

## Bedeutung
Im Glaubensleben vieler Anhänger der indischen Göttin, besonders in Bengalen und teilweise in Kerala, spielt das Devi Mahatmya eine wesentliche Rolle: Was einem Verehrer Vishnus die Bhagavadgita bedeutet, ist für die Verehrer der Göttin diese Schrift. Viele Gläubige lesen zur Andacht täglich einzelne Verse daraus, von denen jeder einzelne als Mantra gilt. Zu besonderen Anlässen ist es häufig üblich, das gesamte Werk zu singen, oder, in moderner Zeit, auf einem Kassettenrekorder anzuhören. Besonders zum mehrtägigen Herbstfest, der Durga Puja, das besonders Gläubige in Bengalen enthusiastisch feiern, kommt den Liedern überaus hohe Bedeutung zu. An diesem wichtigsten Festtag der Göttin Durga hört man die Lieder nicht nur täglich schon früh am Morgen im Radio, sondern sie sind auch während der Zeremonien Teil der Verehrung.

## Mythologie
Das Devi Mahatmya ist in verschiedene Erzählebenen eingebettet, zunächst beginnt Mārkaṇḍeya die Geschichte von Sāvarṇi und Samādhi zu erzählen, die wegen ihrem Leid und Anhaftungen Rat bei Rishi Sumedhas suchen. Rishi Sumedhas ist ein Weiser, der die Hymne auf die Herrlichkeit der Göttin einem um sein Reich gebrachten König (Sāvarṇi) sowie einem aus seinem Hause davon gejagten Kaufmann (Samādhi) vorträgt. Beide waren zu ihm in den Wald gekommen und baten um geistige Hilfe aus ihrem Elend. Der Rishi forderte sie zur Verehrung der Göttin und zur Buße auf und beginnt mit folgenden Worten:
„Sie ist ewig, verkörpert als das Universum. Alles wird von ihr durchdrungen. Trotzdem inkarniert sie in vielerlei Formen. Hört die Geschichte!“
Im Werk geht es dann um die verschiedenen Manifestationen der Durga in ihrem Kampf gegen das Übel, repräsentiert durch mehrere Asuras, den Gegenspielern der himmlischen Devas. Ebenso wie das Devi Bhagavata erzählt es als populärsten Teil in mythologischer Form die Geschichte von ihrem Kampf gegen den Büffeldämon Mahisasura, Verkörperung von Unwissenheit und geistiger Dunkelheit. Dies ist der mythologische Hintergrund der Durga-Puja:
Durga erschlug im Kampf den Büffel-Dämonen mitsamt seiner Armee. Auf dringenden Wunsch der himmlischen Devas war sie in Erscheinung getreten, da diese von Mahisasura terrorisiert wurden. Brahma hatte ihm nach harter Askese, Meditieren und Beten den Wunsch gewährt, dass er nur durch die Hand einer Frau den Tod finden würde. Da er keinem weiblichen Wesen diese Fähigkeit zutraute, wuchs seine Machtgier und in seiner grenzenlosen Arroganz schwang er sich schließlich zum Herrscher des Himmels auf. Alle sollten ihn anbeten. Shiva und Vishnu wurden zornig als sie von seinem Treiben hörten, und im Zorn entsprang ihren Gesichtern jeweils ein helles Licht, das sich mit den Lichtern aus den Körpern der anderen Himmlischen zu einem einzigen vereinte und schließlich die Gestalt einer wunderschönen Frau annahm. Shiva und Vishnu sowie alle anderen überreichten ihr Waffen: Shiva gab aus seinem Dreizack heraus einen zweiten, Vishnu von seinem Diskus einen zweiten und jeder der himmlischen Devas schenkte eine exakte Kopie von seinem Emblem. Von Surya, der Sonne, erhielt sie die glänzenden Strahlen die aus allen Poren ihrer Haut leuchten – Kala, die Zeit, schenkte ein Schwert, der Himalaya einen prachtvollen Löwen als Reittier. Schließlich zog die Göttin mit "laut brüllendem Lachen" in den Kampf. Die Berge schwankten, das Universum bebte und die Meere traten über die Ufer. Der Dämon wechselte während des Kampfes ständig seine Formen, war Büffel, Löwe, Elefant – bis sie ihn schließlich in seiner Büffelform besiegte.
Nach dem Sieg jedoch fielen weitere Asuras über die Himmlischen her und wieder flehten sie die Göttin um Hilfe an. Während des Kampfes manifestierte sich aus ihrer Stirn die schreckliche schwarze Kali. Auch eine Gruppe von Göttinnen, die „Sieben Mütter“ gingen aus Durga hervor und kämpften für sie. Als die Feinde ihr daraufhin unfairen Kampf vorwarfen, nahm sie sämtliche Emanationen in sich zurück und erklärte laut lachend, alle seien nur ihre eigenen Formen.
Neben den populären Erzählungen enthält das Werk auch wichtige spirituelle Aussagen, die in den vielschichtigen Bedeutungsebenen verborgen sind. Besonderen Stellenwert haben in diesem Zusammenhang die Hymnen aus den Kapiteln I, IV, V, und IX, die man häufig als Gebete bei Festen und Gottesdiensten singt.
Unter anderen ist das Loblied der Himmlischen nach Durgas Sieg über den Büffeldämon eine beliebte Hymne (Auszug):
O Devi, 

du bist Bhagavati, die höchste Weisheit, 

die Ursache der Erlösung ist..... 

Du, das höchste Wissen, 

wirst gepflegt durch die Weisen, die Erlösung erhoffen..... 

Du bist die Seele von Brahman. 

Du bist die Quelle der reinen Hymnen in den Veden. 

Du bist Bhagavati, welche die drei Veden verkörpert. 

Du bist die Nahrung, die das Leben erhält. 

Du bist die, welche die Schmerzen der ganzen Welt hinweg nimmt. 

O Devi, du bist die Klugheit, welche die Bedeutung der Schriften versteht. 

(4.9-11)
In den verschiedenen Kapiteln verkündet die Göttin selbst ihre Botschaft. Im zwölften Kapitel gibt sie den Auftrag, das Lied während der großen Feste zu singen und verspricht ihre Anwesenheit: 

"Den Ort, wo man dieses Lied täglich singt, werde ich nie verlassen und sicher gegenwärtig sein." (12.9)
Ein nach diesem Werk vermutlich im 14. oder 15. Jahrhundert entstandenes Tanzdrama wird jedes Jahr in Kathmandu unter dem Namen Mahakali pyakhan aufgeführt.